# Atemptat de Diyarbakır de febrer de 2016
El 18 de febrer de 2016 es va produir un atemptat a la ciutat de Diyarbakır, ciutat situada a la província homònima, a Turquia. L'atac va consistir en una bomba que va causar la mort de 6 soldats, a més de ferides en un altre membre de les forces armades.
Les Forces de Defensa del Poble, organització armada kurda, va reclamar la responsabilitat de l'atemptat.